# Monanus bisinuatus
Monanus bisinuatus is een keversoort uit de familie spitshalskevers (Silvanidae). De wetenschappelijke naam van de soort werd in 1912 gepubliceerd door Antoine Henri Grouvelle.